# Happelstraße 55 (Heilbronn)

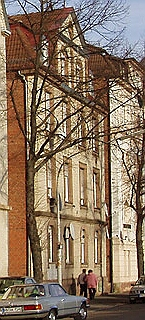
Haus Happelstraße 55

Das Haus Happelstraße 55 ist ein denkmalgeschütztes Gebäude in Heilbronn.
Das Arbeiterwohnhaus mit Mansarddach wurde nach Plänen des Architekten Schulz aus Heilbronn errichtet. Die Fassade des Gebäudes ist streng symmetrisch durch vier Fensterachsen gegliedert und zeigt ein mittiges Zwerchhaus mit Dreiecksgiebel und Ochsenauge.

## Geschichte
1950 gehörte das Gebäude der Witwe Paula Ettle. Im Erdgeschoss befand sich die Nikolai-Drogerie. 1961 hatte die Betriebsberatung der Spar-Handelsvereinigung die Räume im Erdgeschoss bezogen.